# Patricia Lewis (ca sĩ)
Patricia Lewis là một ca sĩ, diễn viên và nhân vật truyền hình người Nam Phi. Đã bán được hơn 600 000 album cho đến nay, Lewis được công nhận là nghệ sĩ thu âm nữ bán chạy nhất trong lịch sử âm nhạc Nam Phi.

## Sự nghiệp

### Âm nhạc
Album đầu tay của Lewis, Don't Tempt Me được phát hành vào năm 1992. "Ek Is Lief Vir Jou", đạt doanh thu 125 000, điều này khiến cô trở thành nghệ sĩ âm nhạc nữ bán chạy nhất ở Nam Phi."Wie Sou Jou Kon Liefhê Soos Ek" đạt đến trạng thái đĩa vàng vào ngay ngày nó được phát hành. Lewis đã biểu diễn song ca với nhiều nghệ sĩ nổi tiếng trong nước và quốc tế, bao gồm David Hasselhoff, Kurt Darren, Bles Bridges và Jim Reeves.

### Phim ảnh và truyền hình
Sau sự nghiệp làm người mẫu, Lewis tiếp tục tham gia các chương trình truyền hình khác nhau, cũng như đóng một bộ phim quốc tế với vai diễn Oliver Reed. Cô đã tham gia một loạt các chương trình truyền hình, chẳng hạn như chương trình thực tế SABC 2 Blonde Ambisie và Toyota Top 20. Lewis là tác giả của cuộc thi hát thực tế Supersterre, mùa thứ ba được phát sóng vào năm 2010. Năm 2009, cô được chẩn đoán với bệnh ung thư, sau đó cô đã nghỉ hưu và rời khỏi đời sống nghệ thuật. Sau bốn năm, Lewis trở lại truyền hình với tư cách là một thí sinh trong phiên bản nổi tiếng của MasterChef Nam Phi vào đầu năm 2015. Cô cũng là một thí sinh vào mùa thứ ba của Strictly Come Dancing vào năm 2007. Patricia là khách mời vào mùa thứ năm của KykNET Republiek van Zoid Afrika.

## Đời tư
Lewis được sinh ra ở Gauteng, nơi cô chuyển từ Hoërskool Mondeor. Cô từng là một cựu vận động viên tỉnh. Vào tháng 5 năm 2003, Lewis kết hôn với Mark Whitfield, người mà cô đã có con trai cùng, Max.